# Бердичевский округ
Бердичевский округ (укр. Бердичівська округа) — единица административного деления Украинской ССР, существовавшая с апреля 1923 по июль 1930 года. Административный центр — город Бердичев.
Образован в 1923 году в составе Киевской губернии. 
В июне 1925 года губернии на Украине были упразднены и округ перешёл в прямое подчинение Украинской ССР.
Округ упразднён в июле 1930, как и большинство округов СССР. Районы переданы в прямое подчинение Украинской ССР.
По данным переписи 1926 года численность населения составляла 732,1 тыс. чел. В том числе украинцы — 81,8 %; евреи — 9,5 %; поляки — 6,6 %; русские — 1,4 %, городское население — 15,6 %.

## Административное деление
Изначально делился на 12 (по другим данным 13) районов: Андрушевский, Бердичевский, Вчорайшанский, Казатинский, Любарский, Махновский, Плисковский, Погребищенский, Ружинский, Улановский, Чудновский и Янушпольский. Районное деление неоднократно менялось.